# Tambaram
Tambaram (tamil: தாம்பரம்) es una ciudad del estado indio de Tamil Nadu, perteneciente al distrito de Chengalpattu.
En 2011, el municipio que forma la localidad tenía una población de 174 787 habitantes. Es sede de un taluk dentro del distrito, con una población total de 390 279 habitantes en 2011.
Se conoce la existencia de la localidad desde tiempos de la dinastía Chola, cuando en 1056 se construyó aquí un templo a Visnú bajo el reinado de Rajendra Chola I. En el siglo XVIII, durante las Guerras carnáticas, la localidad se desarrolló como un campamento militar de la Compañía Británica de las Indias Orientales. En la segunda mitad del siglo XX creció notablemente como parte del área metropolitana de la capital estatal Chennai.
La localidad se ubica en la esquina suroccidental del área metropolitana de la capital estatal Chennai, en la salida de la capital de la carretera 32 que lleva a Puducherry.

## Historia
Las primeras referencias a Manimangalam en las afueras de Tambaram están relacionadas con una batalla librada entre el gobernante de Chalukya occidental, Pulakesin II, y el rey Pallava, Narasimhavarman I. El Templo Rajagopala Perumal es uno de los tres templos de Vishnu en la ciudad y fue construido por los Cholas medievales. Las primeras inscripciones que mencionan el templo son de Rajendra Chola I y han sido fechadas en 1056 CE. Rajendra Chola I se refiere al templo como Kamakoti-Vinnagar y Thiruvaykulam.
Originalmente fue un campamento de la Compañía Británica de las Indias Orientales a finales del siglo XVII durante las guerras Carnáticas, Tambaram tiene sus orígenes en un pueblo del mismo nombre que se encontraba en las afueras de la ciudad de Chennai.